# Voiliers à Sète
Voiliers à Sète est un tableau réalisé par Albert Marquet en 1924. Il représente des voiliers dans le port de Sète.
Cette peinture à l'huile sur toile est conservée au Musée Paul Valéry à Sète.